# Доброволец (военный)

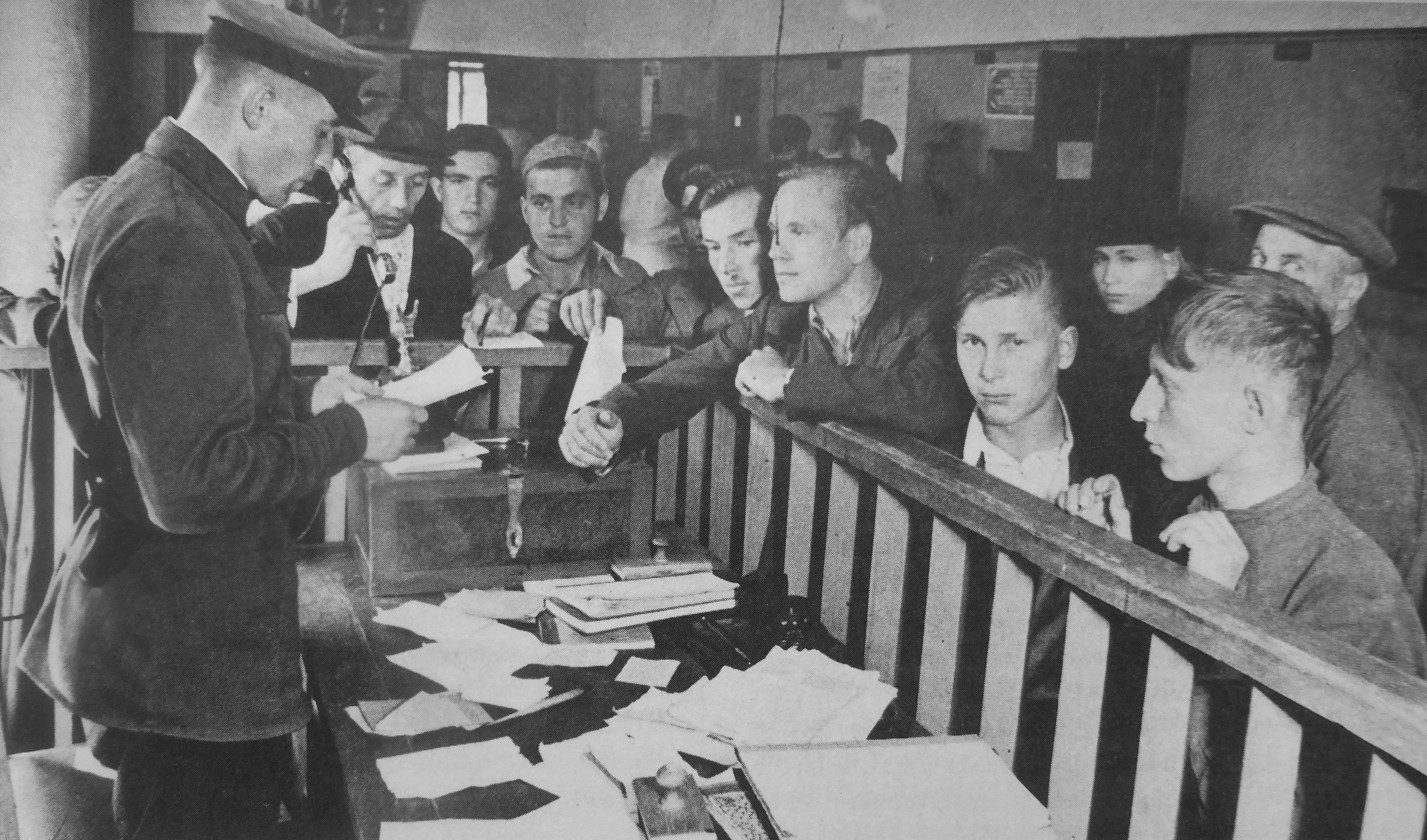
Запись добровольцев в Красную армию в Октябрьском райвоенкомате Москвы, 23 июня 1941 года

Доброво́лец — лицо, добровольно поступившее на военную службу.
Также добровольцами некоторые называют лиц, принимающих участие в боях на территории государства, гражданами или жителями которого они не являются. После начала российско-украинской войны в ряде государств в 2014−2016 годах введена уголовная ответственность за неоплачиваемое участие граждан в боях на территории другого государства без согласия властей этих государств.

## История
В некоторых государствах система добровольчества до введения всеобщей воинской повинности (всеобщей воинской обязанности) была основным способом комплектования вооружённых сил (например, в Великобритании см. вербовка). В VIII — 1-й половине XIX веков в Габсбургской империи, Франции и Италии существовали волонтёрские батальоны и полки, вливавшиеся в состав регулярной армии.
В XIX веке при введении всеобщей воинской повинности стремление удерживать унтер-офицеров на службе после выслуги обязательного срока привело к введению для них возможности остаться на сверхсрочную службу на добровольной основе. В Русской армии в каждой роте (эскадроне, батарее, парке) было положено иметь не более одного сверхсрочнослужащего фельдфебеля и двух сверхсрочнослужащих взводных унтер-офицеров.
Институт сверхсрочной службы существовал и в Вооружённых силах СССР. Военнослужащие сверхсрочной службы и прапорщики (мичманы) имели право на пенсию и льготы аналогично младшим офицерам, но периодически давали подписку (заключали контракт) сроком на три или пять лет. Это давало данным военнослужащим некоторую свободу в планировании своей жизни, а также позволяло командованию проводить гибкую кадровую политику — на законных основаниях избавляться от неперспективных специалистов. Впрочем, увольнение со службы данных категорий при возникновении необходимости проводилось гораздо проще — сверхсрочнослужащего мог уволить командир части, прапорщика или мичмана увольнял командующий округом или флотом.
В отношении современных вооружённых сил в русском языке используется термин военная служба по контракту. Эта форма комплектования вооружённых сил на мирное время является единственной во многих государствах. Она существует и в государствах, в которых действует всеобщая воинская обязанность (повинность). Так, в Дании служба является обязательной, но на деле 99,99 % всех доступных мест заняты волонтерами, а оставшиеся 0,01 % участников принудительно выбираются лотереей из всех мужчин, признанных годными, и отправляются на армейскую или альтернативную службу. Таким образом, на практике призыв применяется весьма редко. В 2020 году было призвано лишь 19 человек. Профессиональные солдаты, по мнению некоторых, лучше, чем призывники, справляются с обслуживанием и использованием сложной военной техники.
После окончания Холодной войны многие, но не все государства отказались в мирное время от всеобщей воинской обязанности (повинности). Угроза крупномасштабной войны значительно уменьшилась, а для локальных военных конфликтов относительно малочисленные профессиональные (наёмные) вооружённые силы, по мнению некоторых, подходит лучше, чем призывные. Однако некоторые страны (Литва и Швеция) не смогли набрать необходимое им число солдат из одних только контрактников и снова ввели призыв. В 2023 году Сейм Латвии принял законопроект о возобновлении призыва, приостановленного в 2007 году. С 1 января 2025 года в Хорватии возобновлена обязательная служба. В ноябре 2025 года она будет также возобновлена в Сербии.

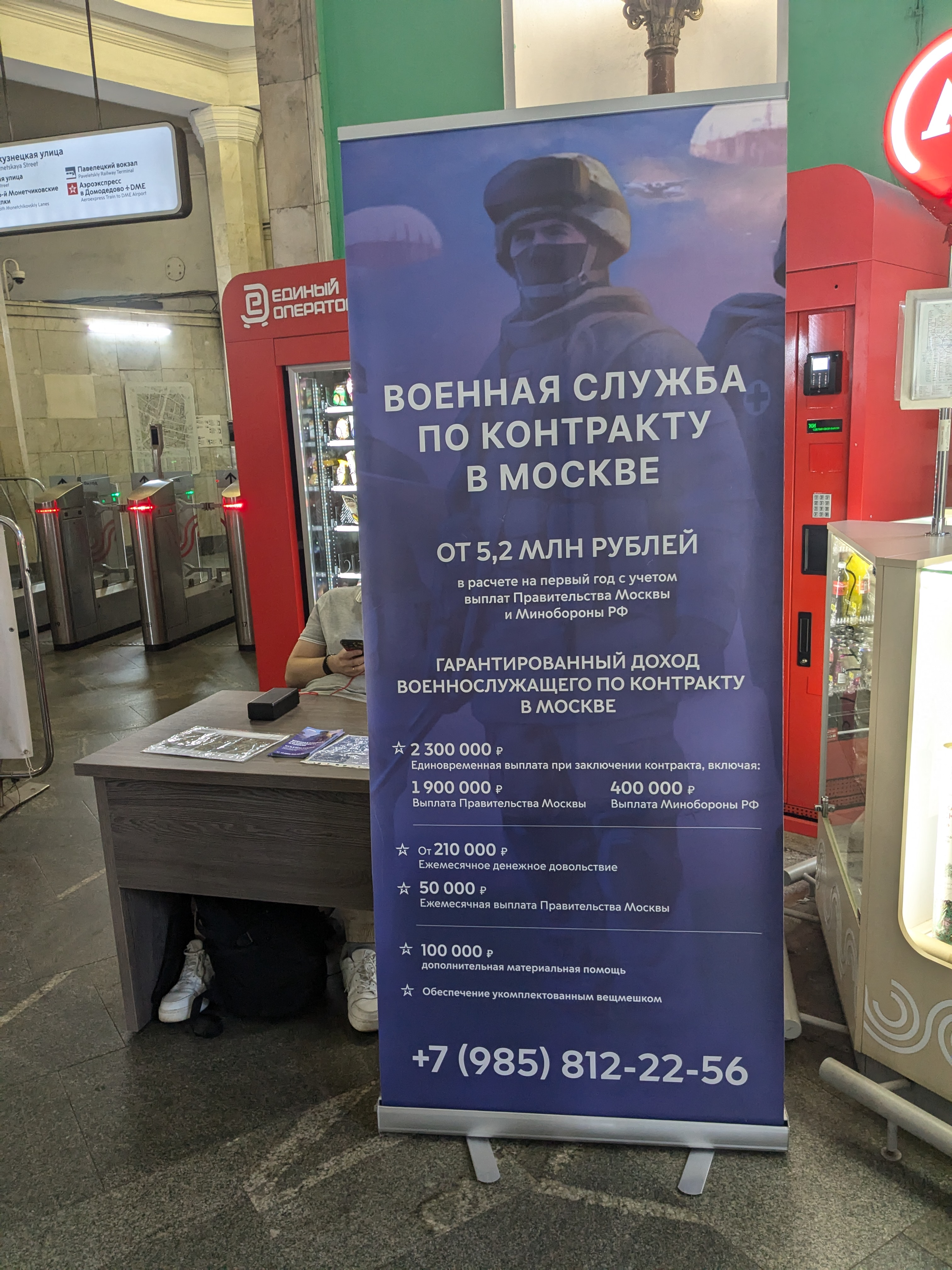
Пункт записи на военную службу по контракту на станции метро Павелецкая, Москва

По заявлению министра обороны России С. Шойгу, в 2013 году было принято граждан на службу в Вооружённые силы Российской Федерации по контракту 77 тысяч человек, а с 2014 года их численность составила 240 тысяч человек.
На конец 2016 года по контракту проходили службу 384 тысяч человек. Впервые в истории России сержантский состав полностью стал профессиональным.
Контракт вступает в силу с момента его подписания соответствующим должностным лицом и прекращает свое действие со дня заключения военнослужащим иного контракта о прохождении военной службы. Для заключения (продления или не продления) контракта военнослужащий заблаговременно подаёт письменный рапорт по команде. В соответствии с «Федеральном законом о воинской обязанности и военной службе» контракт не может быть продлён без ведома военнослужащего (насильно), также как не может быть отказано в продлении контракта без достаточных на то оснований. Истечение срока действия контракта не является основанием для прекращения выполнения должностных обязанностей военнослужащим. Днём увольнения военнослужащего с военной службы считается документально зафиксированный день исключения его из списков воинской части.
Первый контракт могут заключать граждане Российской Федерации от 18 до 40 лет (иностранные граждане — от 18 до 30 лет), годные по состоянию здоровья к военной службе и подходящие по требуемым критериям. Кандидаты на заключение первого контракта отбираются на конкурсной основе.

## Галерея

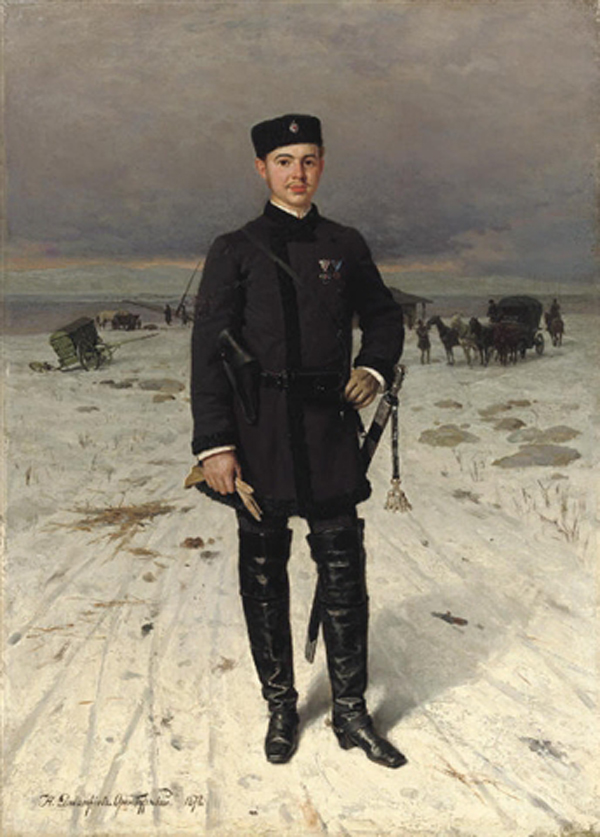
Н. Д. Дмитриев-Оренбургский «Портрет русского солдата-добровольца», Освободительная война 1878 год
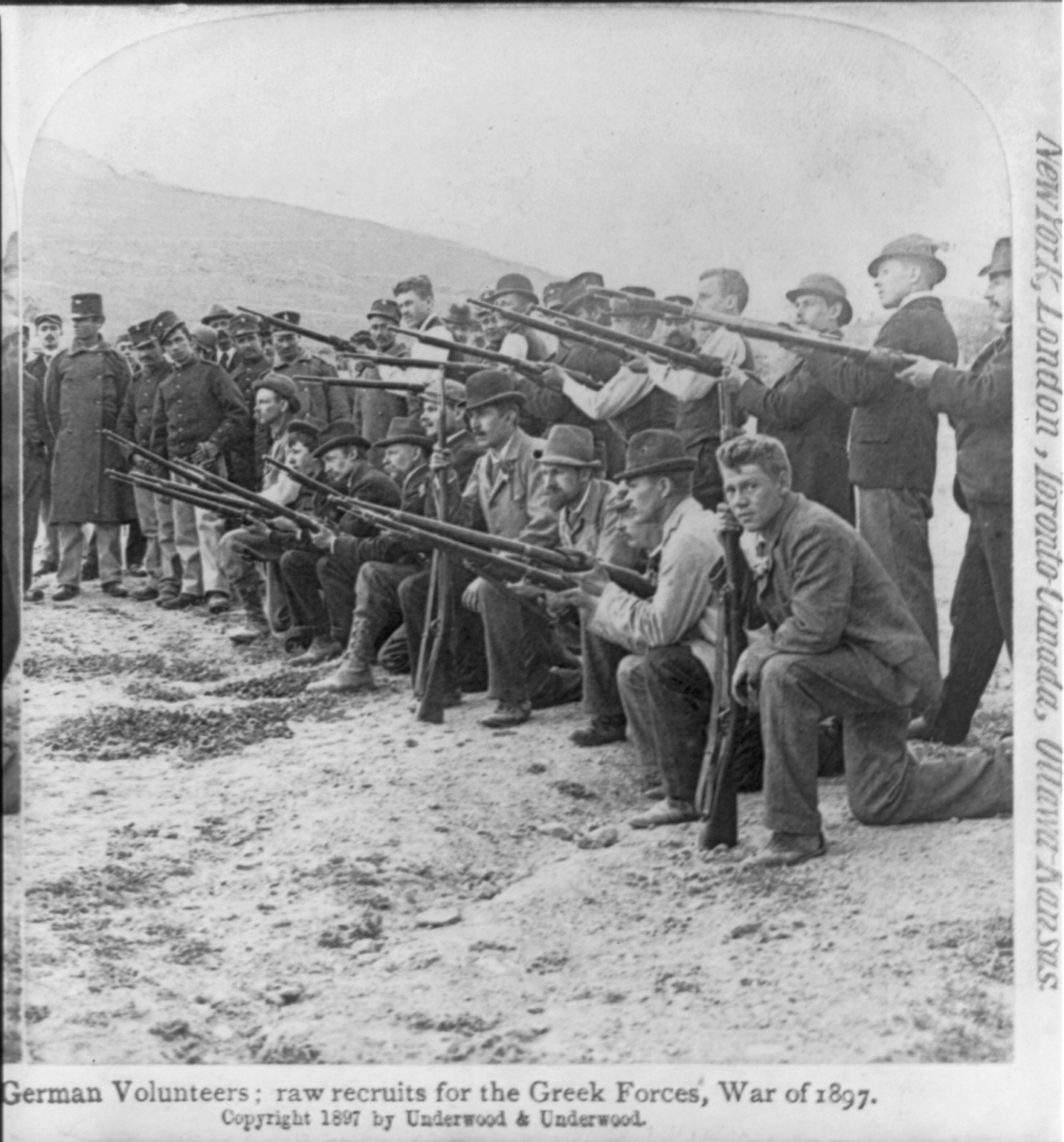
Германские добровольцы во время греко-турецкой войны 1897 года
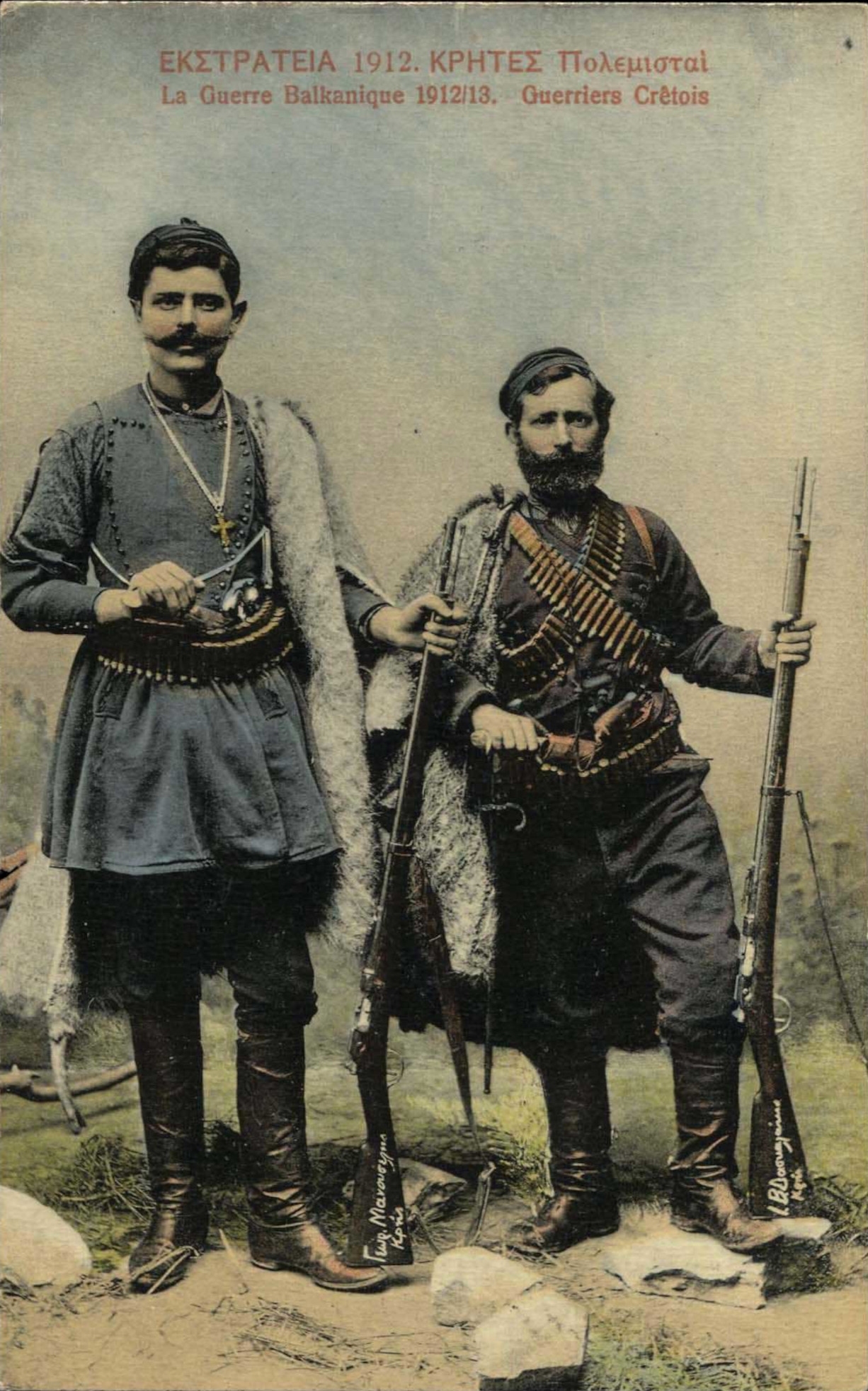
Греческие добровольцы Балканских войн 1912 — 1913 годов
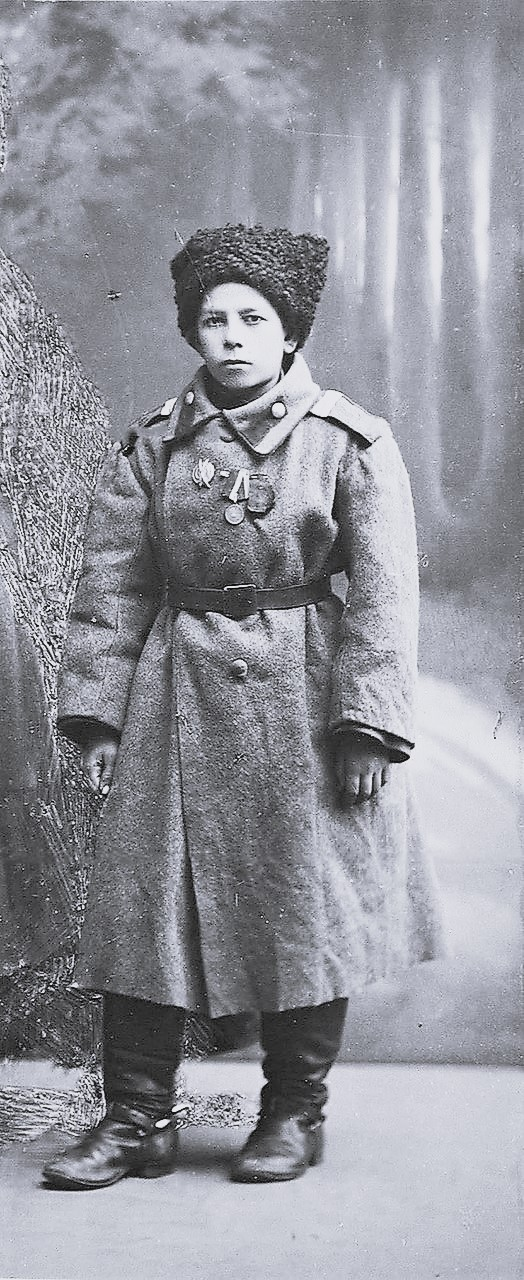
Юный участник Первой мировой войны Гавриил Буданов